# Che tempi!
Che tempi! è un film del 1948 diretto da Giorgio Bianchi.
Si tratta della trasposizione cinematografica della commedia teatrale Pignasecca e Pignaverde di  Emerico Valentinetti.

## Trama
Anna, unica figlia di Felice Pastorino, un ricco commerciante genovese, si innamora di un giovane marinaio, Eugenio Devoto, col quale ha scambiato solo poche parole. Pastorino, uomo di buon cuore, ama sinceramente la figliola ma è anche molto attaccato al denaro e vorrebbe darla in moglie al cugino Alessandro Raffo, un uomo non più giovane, benestante ma gretto e materialista.
Eugenio, anche se trattato in modo brusco, il giorno successivo a quell'unico incontro s'imbarca per il Sudamerica in cerca di fortuna, non prima di averle promesso che al suo ritorno l'avrebbe chiesta in sposa. Passano gli anni, Anna si sorprende spesso a pensare ad Eugenio e quella promessa le fa rifiutare ogni altro partito, ad iniziare dal cugino Alessandro, verso il quale peraltro non nutre alcuna simpatia.
Alcuni anni dopo tuttavia, disillusa dall'attesa, non vedendo altra via d'uscita, cede alle insistenze paterne e si rassegna a sposare Alessandro. Il giorno delle nozze, quando il sacerdote rivolge ad Anna la fatidica domanda, fa la sua apparizione Eugenio, tornato arricchitosi dall'Argentina, che urla platealmente di no; anche lui non l'ha mai dimenticata ed è tornato per tenere fede alla sua promessa. Anna si sente male e il matrimonio perciò viene rimandato. 
Eugenio trova modo di avvicinarla e di dichiararle il suo amore; anche lei è innamorata di lui e il signor Pastorino finisce col dare il suo consenso, convinto anche dal fatto che Eugenio non porterà con sé la figlia in Argentina ma diventerà il responsabile a Genova della filiale commerciale della sua ditta.